# 1980 en hockey sur glace
Cette page présente les éléments de hockey sur glace de l'année 1980, que ce soit d'un point de vue rencontres internationales ou championnats nationaux. Les grandes dates des différentes compétitions sont données ainsi que les décès de personnalités du hockey mondial.

## Amérique du Nord

### Ligue nationale de hockey
- La LNH accueille quatre franchises issues de l'Association mondiale de hockey (AMH) :
  - Oilers d'Edmonton
  - Jets de Winnipeg
  - Whalers de Hartford
  - Nordiques de Québec

- Les Islanders de New York remportent la Coupe Stanley 1979-1980 face aux Flyers de Philadelphie.

### Ligue américaine de hockey
- Les Bears de Hershey remportent la Coupe Calder face aux Hawks du Nouveau-Brunswick.

### Ligue canadienne de hockey
- Les Royals de Cornwall remportent la Coupe Mémorial face aux Petes de Peterborough.

## Europe

### Compétitions internationales
- 29 août : le CSKA Moscou est champion d'Europe[1].
- 30 décembre : le Spartak Moscou remporte la Coupe Spengler[2].

### Allemagne
- Le Mannheimer ERC remporte la I. Bundesligua[3].

### Finlande
- Le HIFK remporte la SM-liiga[4].

### France
- Tours devient le premier club « de plaine » à remporter le titre de champion de France[5].

### Suède
- Le Leksands IF remporte l'Elitserien[6].

### Suisse
- Le EHC Arosa remporte la Ligue Nationale A[7].

### Tchécoslovaquie
- Le Poldi Kladno remporte la I. Liga[8].

### URSS
- Le CSKA Moscou remporte la Vysshaya Liga[9].

### Autres pays
- Le Levski Sofia est Champion de Bulgarie[10].
- Le Txuri Urdin de Saint-Sébastien est Champion d'Espagne[11].
- Le Ferencvárosi TC Budapest est Champion de Hongrie pour la dixième fois consécutive[12].
- Le Zaglebie Sosnowiec est Champion de Pologne[13].

## International
- 2 janvier : l'URSS est championne du monde juniors[14].

### Jeux olympiques
- 22 février, Miracle sur glace : victoire de l'équipe des États-Unis d'Amérique sur l'Union soviétique lors du tournoi olympique de hockey sur glace.
- 24 février : victoire des États-Unis sur la Finlande (4 à 2) en Finale. Les américains sont champions olympiques.

## Autres Évènements

### Fondation de club
- Binghamton Whalers (États-Unis)
- HC Ceresio (Suisse)
- HCM Slovan Rosice (République tchèque)
- Loimi Kiekko (Finlande)
- NSA Sofia (Bulgarie)
- REV Heilbronn (Allemagne)
- Nürnberg Ice Tigers (Allemagne)